# مونته کرماسکو
مونته کرماسکو (به ایتالیایی: Monte Cremasco) یک کومونه در ایتالیا است که در استان کریمونا واقع شده‌است.

## خصوصیات
مونته کرماسکو ۲٫۳ کیلومترمربع مساحت و ۲٬۰۱۹ نفر جمعیت دارد.